# Socorro, Oriental Mindoro

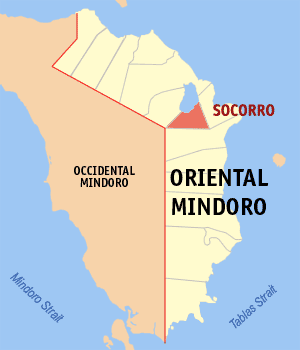
Bản đồ Oriental Mindoro với vị trí của Socorro

Socorro is a 2nd class municipality in the tỉnh Oriental Mindoro, Philippines. Theo điều tra dân số năm 2000, đô thị này có dân số 37.176 người trong 7.355 hộ. 

## Barangay
Socorro được chia thành 26 barangay.
| - Bagsok - Batong Dalig - Bayuin - Calocmoy - Catiningan - Villareal (Daan) - La Fortuna (Putol) - Happy Valley - Calubayan - Leuteboro I - Leuteboro II - Mabuhay I - Malugay | - Matungao - Monteverde - Pasi I - Pasi II - Zone I (Pob.) - Zone II (Pob.) - Zone III (Pob.) - Zone IV (Pob.) - Santo Domingo (Lapog) - Subaan - Bugtong Na Tuog - Mabuhay II - Ma. Concepcion |